# Arna Högdal
Arna Högdal, född 1894 i Helsingfors, död där 22 september 1963, var en finlandssvensk skådespelare.
Högdal var dotter till byggmästaren John Högdahl och Amanda Apollonia Pastell och syster till skådespelarna Lilli Tulenheimo och Päivi Horsma. Hon var en av de första eleverna på Svenska Teaterns elevskola i Helsingfors och samtida med bland andra skådespelarna Axel Slangus och Nanny Westerlund.
Efter sin examen år 1912 arbetade hon på Åbo Svenska Teater och 1917 anställdes hon på Svenska Teatern. Högdal avslutade karriären 1947 och ägnade sig därefter mest åt religiös verksamhet. Hon spelade också in flera filmer.
År 1957 berättade Arna Högdal om sitt liv, sina turnéer, roller och kolleger i ett program på Yle.

## Filmografi
- 1923 – Rautakylän vanha parooni
- 1944 – Sådan du ville ha mig
- 1946 – Viikon tyttö
- 1947 – Pikajuna pohjoiseen
- 1952 – Tåg norrut

## Teater

### Roller
| År   | Roll                                           | Produktion                                                                | Regi            | Teater                       |
| ---- | ---------------------------------------------- | ------------------------------------------------------------------------- | --------------- | ---------------------------- |
| 1917 | Mademoiselle Guiditta Grisi, hovskådespelerska | Jungfruburen (Das Dreimäderlhaus) Alfred Maria Willner och Heinz Reichert |                 | Svenska Teatern, Helsingfors |
| 1928 | Millie                                         | Bättre folk (The Best People) Avery Hopwood och David Gray                | Tollie Zellman  | Svenska Teatern, Helsingfors |
| 1929 | Lönnkrogs-Jenny                                | Tiggaroperan (Die Dreigroschenoper) Bertolt Brecht och Kurt Weill         | Nicken Rönngren | Svenska Teatern, Helsingfors |
| 1938 | Fru von Bülow                                  | Madame Sans-Gêne Victorien Sardou och Émile Moreau                        | Mia Backman     | Svenska Teatern, Helsingfors |